# 루브르 피라미드
루브르 피라미드(프랑스어: Pyramide du Louvre)는 프랑스 파리에 위치한 루브르궁의 안뜰인 나폴레옹 광장(Cour Napoléon)에 설치된 거대한 유리 금속 피라미드이다. 3개의 작은 유리 피라미드에 둘러싸인 가운데의 큰 피라미드는 루브르 박물관의 입구로 사용되고 있다. 루브르 박물관의 상징으로 여겨진다.

## 디자인과 건설

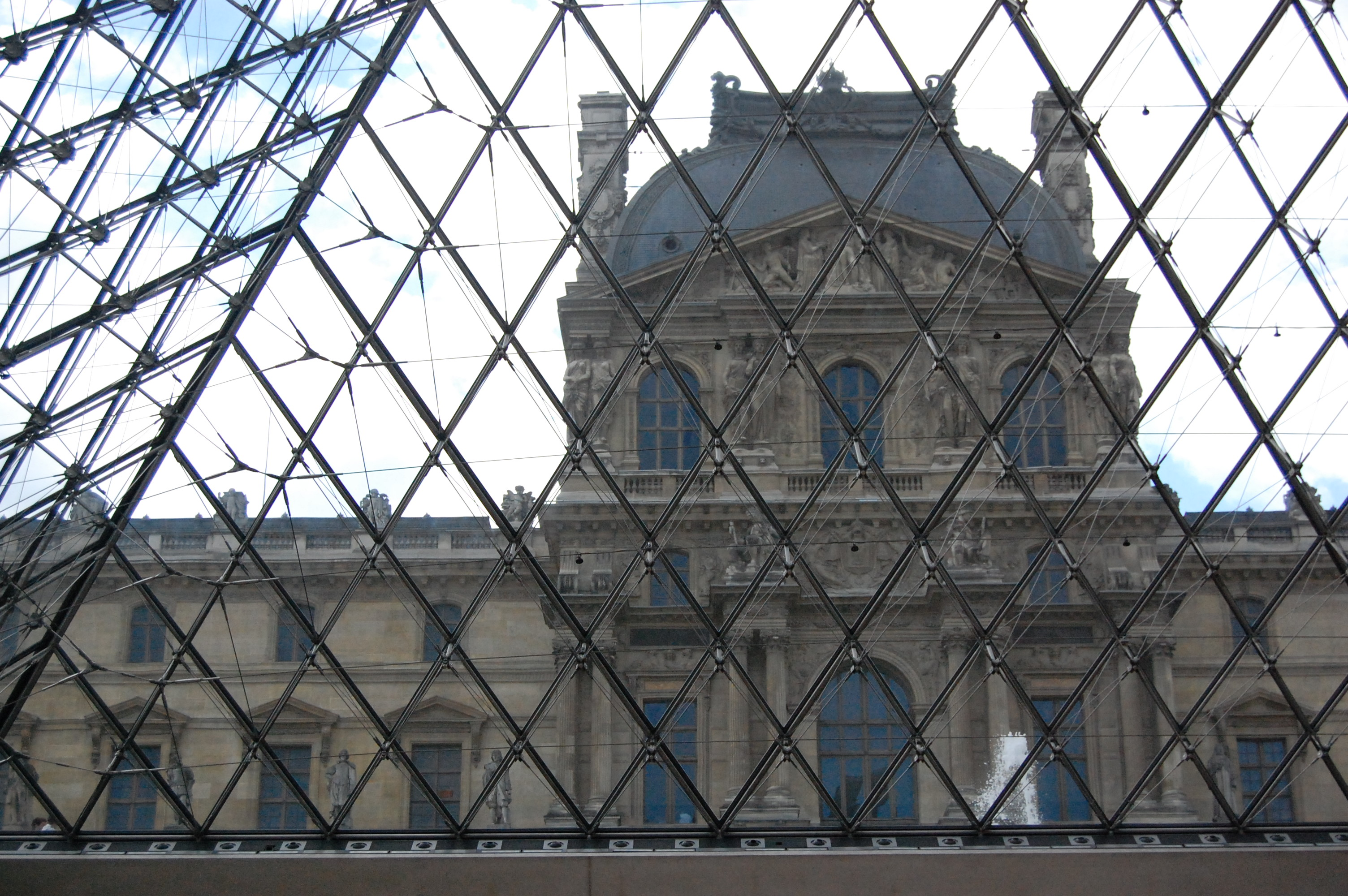
루브르 피라미드 안에서 본 루브르 박물관의 모습

1983년에 프랑스의 프랑수아 미테랑 대통령의 의뢰를 받은 미국의 중국계 건축가인 I. M. 페이에 의해 설계되었고 1984년에 공개되었다. 1985년에 착공되어, 1988년 3월 4일에 프랑수아 미테랑 대통령이 참석한 준공식이 열렸으며 1989년 3월 29일에 일반 대중에게 공개되었다.

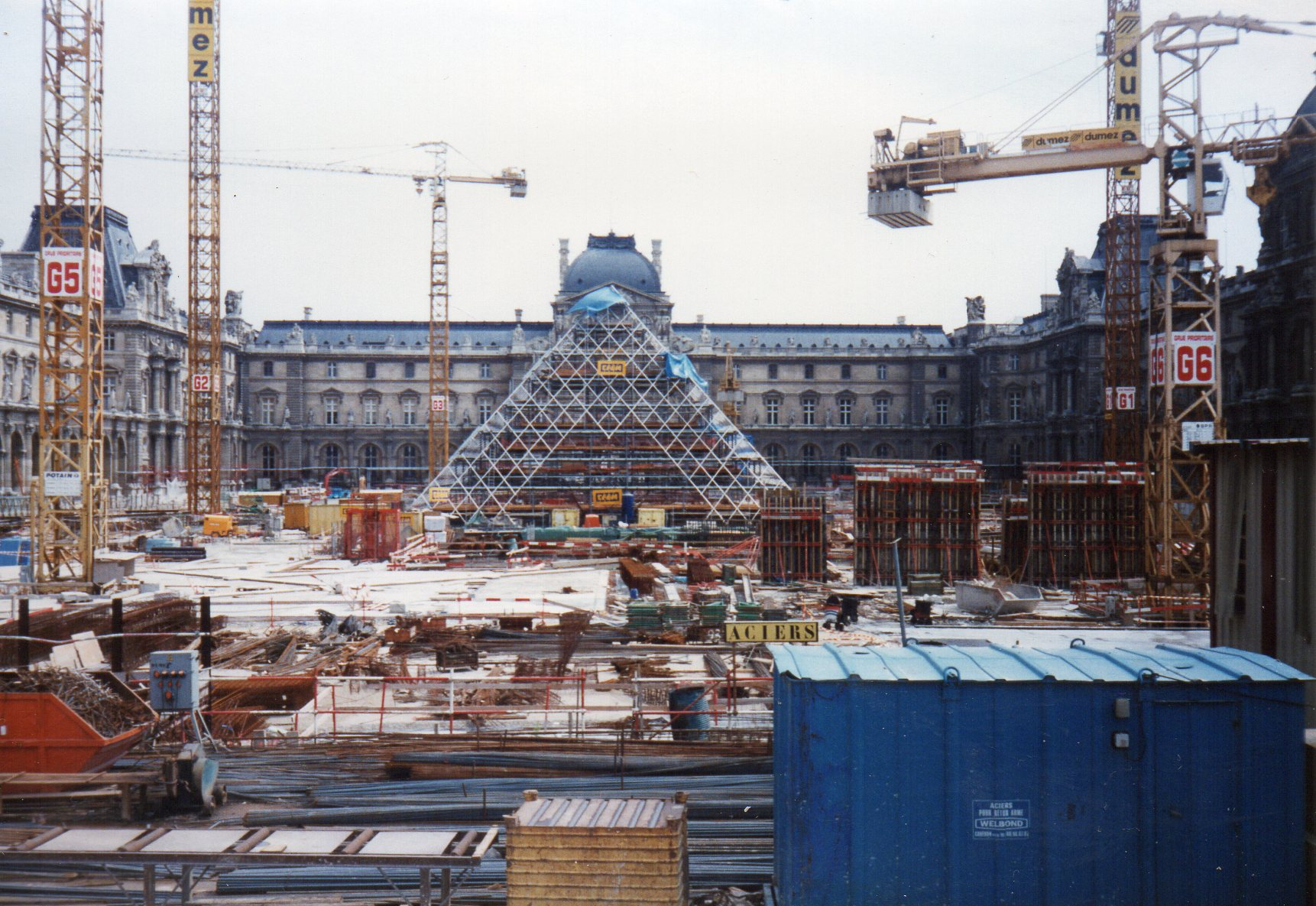
루브르 피라미드의 골조, 1987년

구조물은 전체적으로 유리 조각과 금속 기둥으로 구성되어 있으며 높이는 21.6m에 이른다. 사각형 기초 부분의 측면 높이는 34m이고 전체 표면적은 1,000m2에 달한다. 유리 조각은 마름모 모양을 한 603개 조각, 삼각형 모양을 한 70개 조각으로 구성되어 있다. 피라미드 구조물은 캐나다 몬트리올의 니콜 샤르트랑 크놀(Nicolet Chartrand Knoll Ltd.), 프랑스 파리의 라이스 프랜시스 리치(Rice Francis Ritchie)가 설계하였다.

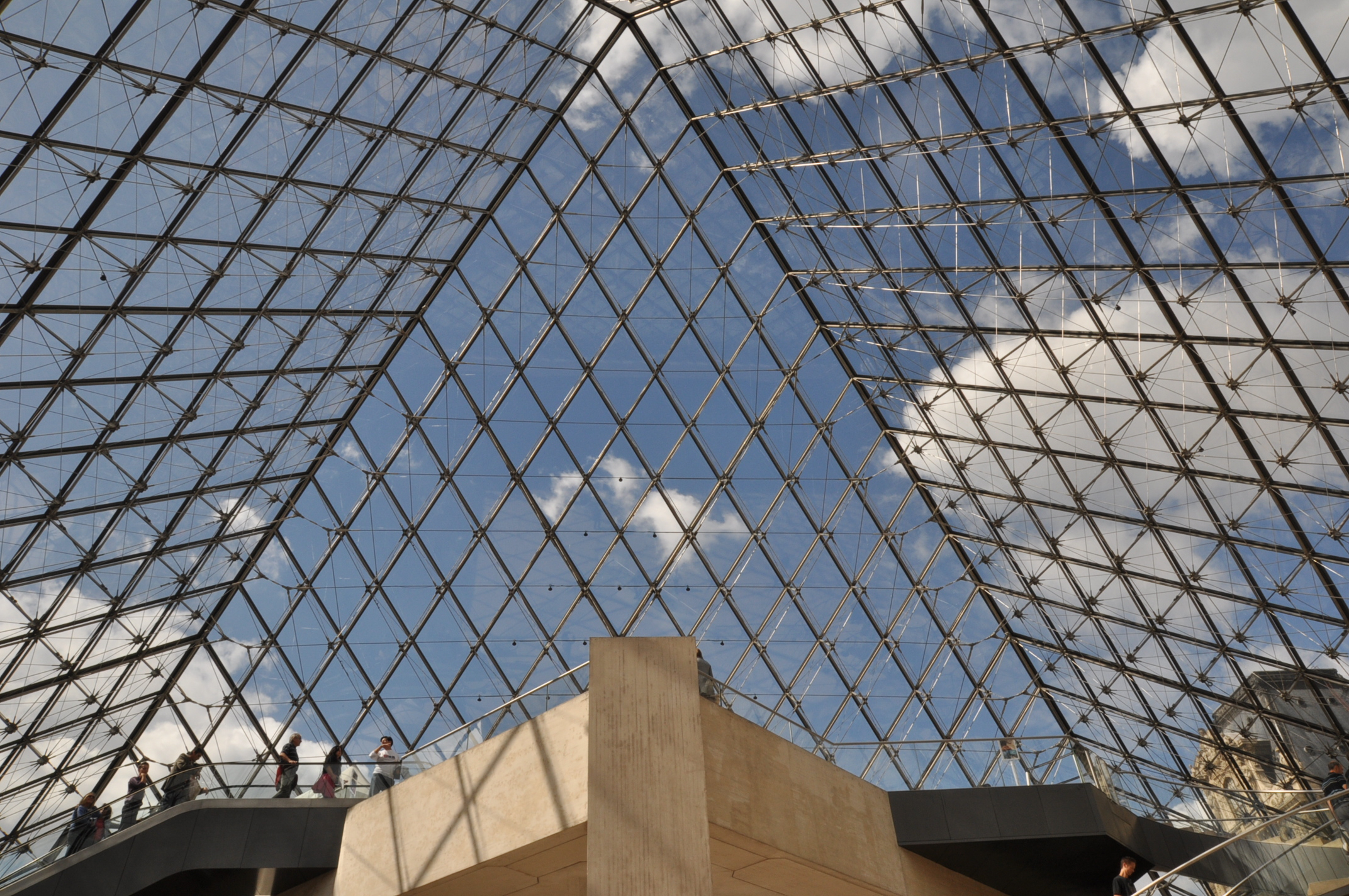
루브르 피라미드의 내부 천장 모습

피라미드와 지하층 로비는 루브르 박물관의 원래 주출입구에 관한 일련의 문제 때문에 만들어졌는데 이는 기존의 출입구로는 매일 루브르 박물관을 방문하는 수많은 관람객들을 처리할 수 없었기 때문이다. 피라미드를 통해 입장하는 방문객들은 넓은 로비로 내려간 다음에 주요 루브르 건물로 올라간다.
디자인 역사가인 마크 핌로트는 I. M. 페이의 루브르 피라미드 설계를 "루브르 박물관을 방문하는 사람들을 중앙 출입로에서 광대한 지하 로비로 안내함으로서 다양한 이유로 루브르 박물관을 방문한 사람들의 발걸음을 분산시키는 것을 목적으로 하여 설계되었다. 루브르 피라미드의 거대한 골격 구성은 고대 폼페이의 저택에 있던 안마당을 연상시킨다. 공학적 주물과 케이블로 처리된 개구부는 회사 사무실 건물의 안마당을 연상시키고 여러 방향에서 볼 수 있는 사람들의 분주한 움직임인 철도 터미널이나 국제공항의 중앙 홀을 암시한다."고 평가했다.
몇몇 다른 박물관들은 이 개념을 복제했는데 특히 미국 시카고에 위치한 과학 산업 박물관이 대표적인 사례이다. I. M. 페이 본인이 1978년에 유리 피라미드를 최초로 설계했고, 1982년 4월에 글로스터 공작 리처드에 의해 개관한 돌핀 센터는 루브르 피라미드와 비슷한 피라미드를 갖추고 있다. 피라미드의 기초 부분과 지하층 로비 공사는 빈치 건설회사가 맡았다.

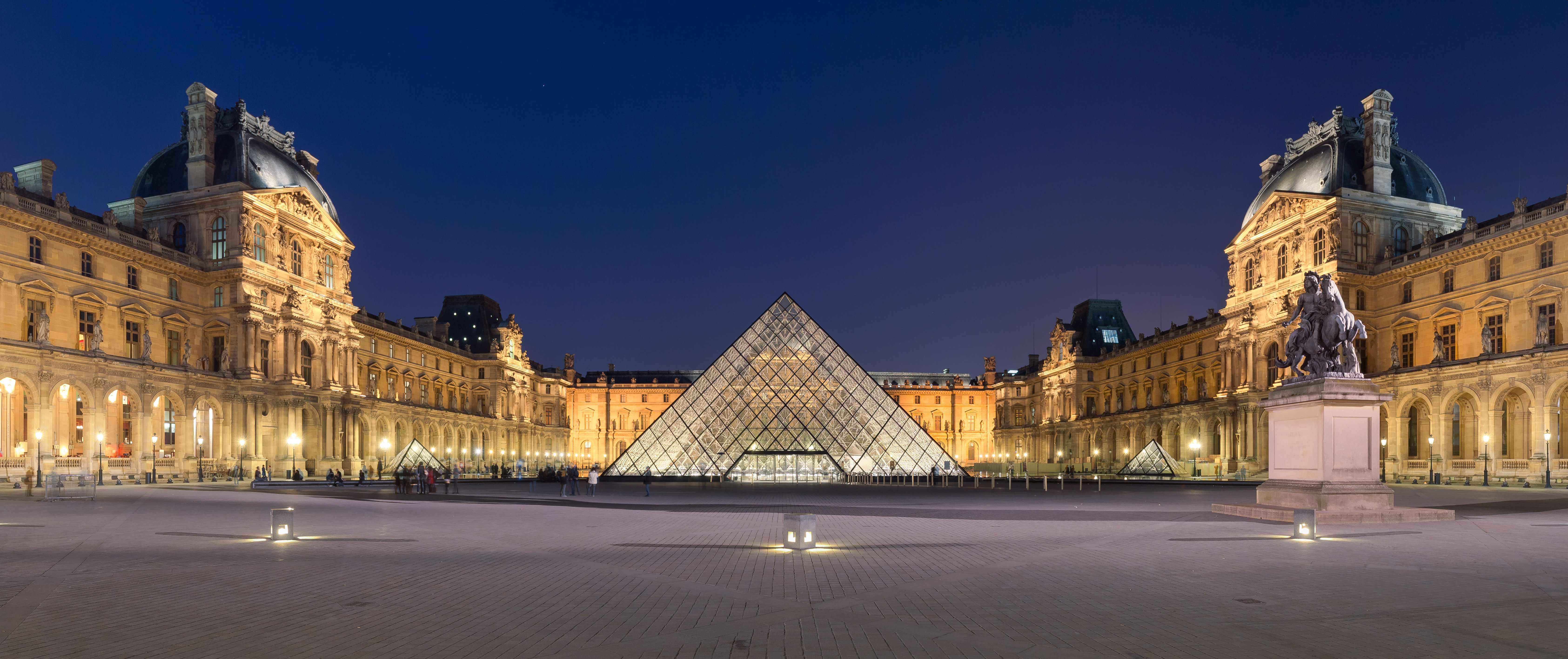
야간에 촬영한 루브르 피라미드와 루브르 박물관의 모습

## 논쟁
루브르 피라미드는 건설 과정에서부터 큰 논쟁의 대상이 되었다. 특히 몇몇 파리 시민들은 현대 건축물은 프랑스의 고전 르네상스 양식과 루브르 박물관의 역사와 일치하지 않는다는 점, 피라미드는 고대 이집트에서 유래된 죽음의 상징이라는 점, 프랑수아 미테랑 대통령에 의해 결정된 허식적이고 거만하고 과격한 계획이라는 점, 중국계 미국인 건축가인 I. M. 페이가 프랑스 파리의 상징하는 건축물을 설계하기에 부적절한 점을 이유로 들어 루브르 피라미드 건립 반대 입장을 표명했다.
미술 평론가들은 루브르 박물관에 건립된 장엄한 프랑스의 르네상스 건축물을 조작하는 행동은 신성 모독이라고 비판했고 이집트에서 온 죽음의 상징인 피라미드를 프랑스 파리에 건립하는 행동은 시대 착오적인 침입이라고 지적했다. 정치 평론가들은 루브르 피라미드를 "파라오 프랑수아의 피라미드"라고 불렀다. 하지만 파리 시장을 역임하고 있던 자크 시라크가 루브르 피라미드 건설 계획을 지지하면서 루브르 피라미드는 파리를 대표하는 랜드마크가 된다.

## 도시 전설
루브르 피라미드에 사용된 유리의 매수가 사탄과 관련이 있다고 전해지는 "짐승의 숫자"와 같은 666장이라는 이야기가 있다. 작가인 도미니크 슈테체판트의 저서 《프랑수아 미테랑, 대우주의 건축물》(François Mitterrand, Grand Architecte de l' Univers)에는 "루브르 피라미드는 《요한의 묵시록》에서 짐승으로 기록된 위대한 힘에 바쳐진 것이다. 피라미드 전체의 기초가 되고있는 것은 숫자 6이다."라는 설명이 있다.
루브르 피라미드의 유리가 666장이라는 가설은 1980년대부터 존재했다. 루브르 피라미드 건축 도중에 출판된 루브르의 공식 안내서에는 유리의 총 매수가 666장이며, 두 곳에서 기록된 것이다. 그러나 같은 공식 안내서에는 672장이라고 적혀 있는 곳도 있었다. 다양한 신문이 666이라는 숫자에 대해 보도했지만 결국 완성된 루브르 피라미드에 사용된 유리는 마름모 모양의 유리 603개, 삼각형 모양의 유리 70장, 총 673장이었다. 또한 데이비드 슈가츠는 루브르 피라미드에 사용된 유리는 689장이라고 주장했다. 슈가츠는 루브르 피라미드에 사용된 유리의 매수는 루브르 피라미드의 설계를 맡은 I. M. 페이의 사무실에서 입수한 것이라고 밝히고 있다.
루브르 피라미드에 사용되는 정확한 유리의 매수는 초보적인 수학에서 산출할 수 있다. 입구가 벽면을 제외한 세 벽면에는 18개의 삼각형 모양을 한 유리가 사용되었으며 하단에는 17개의 마름모 모양을 한 유리가 사용되고 있다. 이를 삼각수에 적용시키면 {\displaystyle \textstyle {\frac {17\cdot (17+1)}{2}}=153}이 되고 옆에 있는 삼각형 모양을 한 유리 18장과 함께 유리의 매수는 171장으로 산출된다. 입구가 있는 벽면은 다른 벽면에 비해 마름모 모양을 한 유리가 9장, 삼각형 모양을 한 유리가 2장이다. 따라서 마름모꼴의 유리의 총 매수는 {\displaystyle 4\cdot 153-9=603}장, 삼각형 모양을 한 유리의 총 매수는 {\displaystyle 4\cdot 18-2=70}이 되고 모든 유리의 총 매수는 673장이라는 것이다.
루브르 피라미드에 사용되는 유리의 매수가 666장이라는 전설이 다시 각광을 받은 것은 미국의 소설가 댄 브라운이 2003년에 발표한 소설 《다빈치 코드》의 영향이었다. 작중에서 주인공이 "미테랑 대통령의 명확한 지시에 따라 이 피라미드에 사용된 유리판의 수가 음모론자들 사이에서 악마의 숫자라고 부르는 666장이라는 주장은 항상 논쟁의 대상이 되어 왔다 "라는 독백이 적혀 있기 때문이다. 그러나 데이비드 슈가츠는 I. M. 페이 건축 사무소의 여자 대변인의 발언을 인용하여 미테랑 대통령이 루브르 피라미드에 사용하는 유리의 매수에 개입 한 적은 한 번도 없다고 반박하고 있다. 루브르 피라미드에 사용되는 유리의 매수가 666장이라는 설이 1980년대에 프랑스 신문을 통해 유포된 것은 사실이다. 그러나 이 여자 대변인은 "오래된 정보를 통째로 삼켜서 진실을 확인하지 않는다면 이 666이라는 숫자를 둘러싼 도시 전설을 믿는 어리석은 사람이라는 것이 될 것이다."는 입장을 표명했다.

## 같이 보기
- 루브르 역피라미드